# Estrangeirismo
Estrangeirismo é o uso de palavra, expressão ou construção estrangeira que tenha ou não equivalentes. É o processo que introduz palavras vindas de outros idiomas na língua portuguesa. De acordo com o idioma de origem, as palavras recebem nomes específicos, tais como anglicismo (do inglês), galicismo ou francesismo (do francês), espanholismo ou castelhanismo (do espanhol), italianismo (do italiano) etc. O estrangeirismo contrapõe-se ao correspondente em nossa língua. É apontada nas gramáticas normativas como um vício de linguagem, o que é tido como uma visão simplista por alguns linguistas.

## Normatividade
Dentro do âmbito da gramática normativa, caso se use um estrangeirismo que possua equivalente vernácula adequada caracteriza-se o vício de linguagem como barbarismo (para os latinos, qualquer estrangeiro era bárbaro). Alguns gramáticos mais rígidos consideram que qualquer estrangeirismo, tenha ele equivalente vernácula ou não, é considerado barbarismo. O termo barbarismo também tem o significado contemporâneo de crueldade. Por fim, outro tipo de estrangeirismo é o idiotismo, que se dá quando se traduz literalmente expressão ou construção estrangeira que não faça sentido em nossa língua, em vez de se adotar tradução livre.

## Figura de linguagem
Por vezes, o estrangeirismo pode ser considerado uma figura de linguagem também, contanto que a palavra estrangeira exista e seja usada frequentemente ou tenha popularidade no dialeto.

## Exemplos de estrangeirismos

### Palavrasaportuguesadasque se originaram de estrangeirismos.
- Abajur (do francês abat-jour)
- Acarajé (do iorubá akarà-jẹ)
- Álcool (do árabe al-kuḥul)
- Alfaiate (do árabe al-ḫayyāṭ)
- Arroz (do árabe ar-ruzz)
- Ateliê (do francês atelier)
- Axé (do iorubá ase)
- Azeite (do árabe az-zayt)
- Açougue (do árabe as-suq)
- Açúcar (do árabe as-sukkar)
- Baguete (do francês baguette)
- Bangalô (do inglês bungalow)
- Basquete (do inglês basketball)
- Batom (do francês bâton)
- Becape (do inglês backup)
- Bife (do inglês beef)
- Bijuteria (do francês bijouterie)
- Biombo (do japonês byōbu)
- Bistrô (do francês bistrot)
- Boate (do francês boîte)
- Bordô (do francês bordeaux)
- Boxe (do inglês boxing)
- Buquê (do francês bouquet)
- Cachepô (do francês cache-pot)
- Café (do árabe qahwa)
- Cafuné (do quimbundo kafuné)
- Capivara (do tupi kapii’gwara)
- Capuchino (do italiano capuccino)
- Caraoquê (do japonês karaokê)
- Carnaval (do italiano carnevale)
- Catana (do japonês katana)
- Centro comercial (tradução da expressão inglesa Shopping Center)
- Croassã ou Croassão (do francês croissant)
- Champanhe (do francês champagne)
- Chantili (do francês chantilly)
- Chocolate (do náuatle xocolatl)
- Chofer (do francês chauffeur)
- Cobalto (do alemão kobalt)
- Conhaque (do francês cognac)
- Coquetel (do inglês cocktail)
- Decoração (do francês décor)
- Deletar (do inglês delete)
- Dendê (do quimbundo ndende)
- Drinque (do inglês drink)
- Edredão (do francês édredon)
- Encrenca (do alemão krank)
- Espaguete (do italiano spaghetti)
- Esporte (do inglês sport)
- Estresse (do inglês stress)
- Estrogonofe (do russo stroganov)
- Folclore (do inglês folklore)
- Fubá (do quicongo mfuba)
- Futebol (do inglês football)
- Garçom (do francês garçon)
- Guerrilha (do espanhol guerrilla)
- Gueixa (do japonês geisha)
- Hambúrguer (do alemão hamburger)
- Handebol (do inglês handball)
- Hombridade (do espanhol hombredad)
- Jacaré (do tupi iakaré)
- Leiaute (do inglês layout)
- Maiô	(do francês maillot)
- Mamute (do russo mammot)
- Manicure (do francês manucure)
- Maquiagem (do francês maquillage)
- Moqueca (do quimbundo mukeka)
- Mozarela, mussarela ou muçarela (do italiano mozzarella)
- Musse (do francês mousse)
- Nocaute	(do inglês knockout)
- Novilho (do espanhol novillo)
- Omelete (do francês omelette)
- Palhaço (do italiano pagliaccio)
- Papagaio (do árabe babbagā)
- Patê (do francês pâté)
- Peteca (do tupi pe’teka)
- Piquenique (do inglês picnic)
- Placar (do francês placard)
- Pufe (do francês pouf)
- Quilombo (do quimbundo kilombo)
- Quitute (do quicongo kilute)
- Robô (do tcheco robota)
- Samambaia (do tupi sama-mbái)
- Sanduíche (do inglês sandwich)
- Sítio eletrônico ou endereço eletrônico (do inglês site)
- Soja (do japonês shōyu)
- Sofá (do árabe suffa)
- Sombreiro (do espanhol sombrero)
- Tamanduá (do tupi tá-monduá)
- Tocaia (do tupi to’kaya)
- Treino (do inglês training)
- Valsa (do alemão walzer)
- Vinagrete (do francês vinaigrette)
- Vitrina ou Montra (do francês vitrine e montre)
- Vodca (do russo vodka)
- Vôlei (do inglês voleyball)
- Xampu ou Champô (do hindi chāmpo )
- Zumbi (do quimbundo nzumbi).

### Palavras não aportuguesadas
- OK
- brother (palavra inglesa para "irmão")
- delivery (palavra inglesa para "entrega")
- drive-thru
- designer (palavra inglesa que pode ser traduzida como "estilista", "desenhista", "planejador")
- fashion (palavra inglesa para "moda")
- jeans
- teen (palavra inglesa para "adolescente")
- united (palavra inglesa que significa "unidos" ou "unidas")
- link (palavra inglesa para "ligação", "conexão")
- hero (palavra inglesa para "herói")
- element (palavra inglesa para "elemento")
- Zip
- approach (palavra inglesa para "aproximar")
- Internet
- T-shirt (palavra inglesa para "camiseta")
- show (palavra inglesa para "exposição", "mostra", "exibição", todas em sentido artístico)
- pizza
- hot dog (palavra inglesa para "cachorro-quente")
- market (palavra inglesa para "mercado")
- réveillon (palavra francesa usada para se referir ao "Ano-novo" ou "ano-bom")
- on-line (palavra inglesa que significa "na linha", mas no sentido figurado de "conectado", "em tempo real", "ligado a internet")
- sister (palavra inglesa para "irmã")
- stop (palavra inglesa para o verbo "parar")
- pink (palavra inglesa para "cor-de-rosa")
- Enter (tecla no teclado do computador, palavra inglesa que significa "entrar")
- short (palavra inglesa para "calção" ou "calções")
- stalkear (do inglês stalk, perseguir)
- game (palavra inglesa para "jogo")
- skate
- voyeur
- streaming
- tsunami
- fintech
- startup